# Boško Prodanović
Boško Prodanović (en serbio: Бошко Продановић; Otočac, Yugoslavia; 1 de agosto de 1943-Belgrado, 16 de abril de 2024) fue un futbolista y entrenador de fútbol croata que jugó en la posición de extremo.

## Carrera

### Club
| Periodo   | Club                   | Apariciones | Goles |
| --------- | ---------------------- | ----------- | ----- |
| 1963-1964 | Dinamo Zagreb          | 34          | 7     |
| 1964–1971 | FK Sarajevo            | 331         | 101   |
| 1971-1973 | FK Radnički Kragujevac | 89          | 29    |

### Selección nacional
Prodanović jugó para Yugoslavia en una ocasión en una derrota por 0-2 ante Brasil en un partido amistoso el 25 de junio de 1968 donde jugó los 90 minutos.

### Entrenador
| Periodo   | Club                 |
| --------- | -------------------- |
| 1995–1996 | FK Napredak Kruševac |
| 1997      | FK Obilić            |

## Logros
- Primera Liga de Yugoslavia (1): 1966/67